# Leandro Tatu
Leandro Ângelo Martins (n. 26 aprilie 1982), cunoscut ca Leandro Tatu, este un fotbalist brazilian legitimat la echipa PTT Rayong.

## Palmares
Steaua București
- Liga I (1): 2012-2013[1]
- Supercupa României: 2013